# 呉市役所
呉市役所（くれしやくしょ）は、日本の地方公共団体である呉市の執行機関としての事務を行う施設（役所）。

## 本庁舎

### 位置
広島県呉市中央4丁目1番6号

### 建物
敷地内には庁舎棟（鉄筋コンクリート造、地上9階建て）、議会棟（地上4階建て）、市民ホール棟（地上3階建て）、公用車駐車棟（地上5階建て）が建つ。

## 隣接する庁舎等

### すこやかセンターくれ（保健所）
地上3階建て。

### 中央公園
2026年度末を目標に広域避難場所、防災拠点として再整備中。

## 行政組織
2019年11月1日現在
- 市長室
  - 企画部
  - 総務部
  - 財務部
  - 市民部
  - 福祉保健部
  - 産業部
  - 土木部
  - 都市部
  - 教育部
  - 文化スポーツ部
- 監査委員
- 選挙管理委員会
- 農業委員会

## 沿革
- 2013年（平成25年）9月26日　現市庁舎起工。
- 2016年（平成28年）12月28日　現市庁舎竣工。
- 2018年（平成30年）11月26日　現市庁舎からのガラス破損落下が前年2月から3回に渡り発生したことをうけ呉市議会新庁舎建設調査検討特別委員会が開催された。ガラス破損原因は「不純物混入による自然破損」とされた。